# Ramón Fernández (écrivain)
Pour les articles homonymes, voir Ramón Fernández.
Ramón Fernández, né en 1833 à San Luis Potosí, au Mexique, et mort le 7 février 1905 à Cuernavaca (Mexique), est un médecin, officier, homme politique mexicain et écrivain de langue française.

## Biographie
Il est nommé en 1881, par le président mexicain Porfirio Diaz, gouverneur du district de Mexico.
En 1890, il obtient le prix littéraire français Marcelin-Guérin pour son œuvre La France actuelle.
Il est le père du critique littéraire Ramon Fernandez (1894-1944), le grand-père de l'académicien Dominique Fernandez (né en 1929) et l'arrière-grand-père de Ramon Fernandez, haut fonctionnaire français né en 1967.

## Œuvres
- La France actuelle  - 1890, prix Marcelin-Guérin de l’Académie française